# Sakado
Sakado (坂戸市 Sakado-shi?) è una città giapponese della prefettura di Saitama.